# Кістяківський Георгій Богданович
Гео́ргій Богданович Кістякі́вський, також відомий як Джордж Кістяковський (англ. George Kistiakowsky; 18 листопада (1 грудня) 1900 , Боярка, Київський повіт, Київська губернія, Російська імперія  — 7 грудня 1982 , Кембридж, Массачусетс , США) — американський фізхімік українського походження. Учасник Мангеттенського проєкту, один з творців першої атомної бомби.
Лауреат багатьох міжнародних професійних наукових премій і медалей. Радник з питань науки й техніки президента США Дуайта Ейзенхауера (1957—1961). Батько американської фізикині Віри Кістяківської.

## Життєпис
Народився в селі Будаївка (зараз — місто Боярка) в тодішній Київській губернії Російської імперії в знаній інтелігентній українській родині. Дід по батьківській лінії, Олександр Федорович Кістяківській, був професором права Університету Св. Володимира і відомим адвокатом з кримінального права. Батько Богдан (Федір) Кістяківський був професором філософії та членом Української Академії Наук (1919). Дядько — міністром уряду Гетьманату. Мати, Марія Берендштам (або Бернштам), походила зі знаної інтелігентної родини з німецькими коріннями. Дід по лінії матері Вільгельм Людвигович Бернштам, український археолог і громадський діяч, його дружина Зінаїда Орестівна Новицька.
Молодший брат — Олександр Богданович Кістяківський (1904—1983) — видатний український зоолог-орнітолог.
Георгій Кістяківський був заарештований більшовиками, але зумів утекти до Сербії, а далі — до Німеччини, де згодом захистив докторську дисертацію (1925).
З 1926 р. в США. Професор Гарвардського університету з 1933 р., дійсний член Американської національної академії наук, пізніше її віцепрезидент.
Під час Другої світової війни призначений членом Американського комітету національної оборони (1944—1945). Один із творців атомної бомби (керівник відділу вибухових речовин атомної лабораторії в Лос-Аламос).
З 1957 р. — радник президента США Д. Ейзенхауера у справах національної політики і техніки. Директор Науково-консультативного комітету президента у 1959—1961 роках.
У книзі «Avoid Boring People» Джеймс Вотсон згадує про Джорджа Кістяківського: «На початку Президентський комітет наукових консультантів (PSAC) очолив Джеймс Кілліан…, а після нього — Кістяківський, якого Ейзенхауер поважав і чиє уміння використовувати наукові досягнення у військових цілях високо цінував. Свого часу багатий досвід Джорджа в роботі із вибуховими речовинами дуже знадобився в Лос-Аламосі, де створювалась атомна бомба».
Між роботою в Мангеттенському проєкті та службою в Білому домі, а також після того, як він покинув Білий дім, Кістяковський був професором фізичної хімії в Гарварді. Він звільнився з Гарварду як почесний професор у 1972 р..
У подальші роки Кістяківський брав активну участь в антивоєнній організації «Рада з придатного для життя світу». Він розірвав свої зв'язки з урядом на знак протесту проти участі США у війні у В'єтнамі. У 1977 році він обійняв посаду голови Ради, проводячи кампанію проти розповсюдження ядерної зброї.
Він помер від раку в Кембриджі (штат Массачусетс) 17 грудня 1982 р. Його тіло було кремоване, а попіл розсіяний біля його літнього будинку на Кейп-Коді, штат Массачусетс. Його документи знаходяться в архіві Гарвардського університету.

## Визнання заслуг
За наукові досягнення Кістяковського було обрано іноземним членом Королівського товариства Великої Британії, почесним доктором Гарвардського, Оксфордського, Принстонського, Пенсильванського, Колумбійського, Брандейського університетів, Технологічного інституту Карнегі; 1960 року він нагороджений Медаллю Вілларда Гіббса, 1972 року — Медаллю Прістлі Американського хімічного товариства та Медаллю Франкліна. За заслуги перед державою був відзначений нагородами Департаменту військово-повітряних сил США за виняткову цивільну службу 1957 року, був нагороджений президентом Труменом Медаллю за заслуги, президентом Ейзенхауером в 1961 році Медаллю за свободу, президентом Ліндоном Джонсоном у 1967 р. Національною медаллю за науку. Він також був лауреатом премії Чарльза Летропа Парсонса за державну службу від Американського хімічного товариства в 1961 р..

## У популярній культурі
Тронд Фауса Аурвог виконав роль Георгія Кістяківського у фільмі Крістофера Нолана «Оппенгеймер». У березні 2024 року фільм виграв 7 статуеток премії «Оскар», зокрема у категоріях «Найкращий фільм» та «Найкраща режисерська робота».